# Tiaret

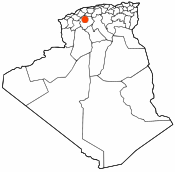
Tiarets läge i Algeriet.

Tiaret (arabiska تيارت) är en stad och kommun i norra Algeriet och är administrativ huvudort för en provins med samma namn. Folkmängden i kommunen uppgick till 201 263 invånare vid folkräkningen 2008, varav 178 915 invånare bodde i centralorten. Flygplatsen i staden heter Abdelhafid Boussouf Bou Chekif Airport.